# نهائي دوري أبطال إفريقيا 2007
نهائي دوري أبطال أفريقيا 2007 هي المبارة النهائية للنسخة 43 بالنظام السابق والجديد والنسخة الحادية عشر بالنظام الجديد .
وتوج بها النجم الساحلي التونسي على حساب النادي الأهلي المصري .

## الفرق
| الفريق        | وصول سابق (الخط الغليظ يشير إلى بطل تلك النسخة) |
| ------------- | ----------------------------------------------- |
| الأهلي        | 6 (1982 ، 1983 ، 1987 ، 2001 ، 2005 ، 2006)     |
| النجم الساحلي | 2 (2004 ، 2005)                                 |

## النهائي
| النجم الساحلي | 0-0   | الأهلي |
| ------------- | ----- | ------ |
|               | تقرير |        |

| الأهلي     | 3-1   | النجم الساحلي                            |
| ---------- | ----- | ---------------------------------------- |
| النحاس 48' | تقرير | الغربي 45' · الشرميطي 90+2' · ناري 90+5' |